# Steife Prise
Steife Prise (englischer Titel: Snuff) ist ein Fantasyroman von Terry Pratchett. Es ist der neununddreißigste Scheibenwelt-Roman. Steife Prise wurde 2011 publiziert, er gewann 2012 den Bollinger-Everyman-Wodehouse-Preis und wurde für den Locus Award wie auch den Prometheus Award nominiert. Ort der Handlung ist der käsedicksche Landsitz Crundells. Steife Prise gehört zu den Stadtwachengeschichten, weshalb auch auf dem Lande Kommandeur Mumm und seine Familie die Hauptlast der Geschichte tragen. Was eigentlich als Urlaub geplant war, bläst dem Kommandeur recht schnell als verbrecherisch Steife Prise ins Gesicht. Das Landleben, die neu etablierte Ethnie der Goblins, Sklaverei und die Bedeutung  sozialer Normen sind die Themen, mit denen er sich herumschlagen darf. Schlussendlich fällt dabei tatsächlich auch noch ein echtes Hobby für Samuel Mumm ab, was nicht nur ihn überrascht.

## Handlung
Steife Prise lässt sich in die Stadtwachenreihe einordnen, obwohl der größte Teil der Handlung auf dem platten Lande spielt. Nichtsdestotrotz ist es Kommandeur Samuel Mumm, der in diesen ungewohnten Gefilden die Hauptrolle spielt, an seiner Seite Lady Sybil, der sechsjährige Sam junior und ihr Butler Willikins. Ort der Handlung ist der Landsitz Crundells, im Volksmund nur Gut Käsedick genannt, und seine nähere Umgebung. Ebenda hat Mumm, auf Anordnung von Lord Vetinari und eifrig befürwortet von seiner Ehefrau Sybil, zwei Wochen Urlaub zu verbringen, die Mumm zunächst wie eine Verbannung empfindet.
Auf seinem ersten längeren Spaziergang taucht Mumm tief ein in die komplexen Beziehungsstrukturen des Landlebens. Jiminy, der Kneipier des Dorfgasthauses „Goblinkopf“, ein Expolizist, der nicht als solcher erkannt werden will, stellt ihm Teile seiner Kundschaft vor. Mumm spendiert eine Lokalrunde und wird zunächst einmal toleriert. Sein verzweifelter Versuch, die obskuren Regeln des vor der Kneipe ausgetragenen Krocketspiels zu begreifen, und eine eigenartige Begegnung mit dem alten Lord Rust im Rollstuhl hinterlassen bei Mumm den Verdacht, dass das Landleben nicht ganz so simpeldumm vonstattengeht, wie er sich das vorstellt.
Bei seinem zweiten Ausflug ins Dorf kommt Mumm dem Dorfschmied Jethro Jefferson in die Quere. Jethro, ein aufbrausender, jähzorniger, junger Mann voll egalitären Gedankenguts, fordert Mumm zum Kampf um sein herzögliches Eigentum heraus, was der mit Freuden annimmt, aber darauf besteht, die Kampfbedingungen von Willikins schriftlich fixieren zu lassen. Der Schmied ist zwar stark, aber in gemeinen Schlägereien gänzlich unerfahren. Der Kampf dauert also nicht lange, der Unterlegene deutet jedoch an, dass in diesem ländlichen Idyll keineswegs alles so nett ist, wie es scheint. Einzelheiten solle Mumm um Mitternacht im Totenhain auf dem Hügel erfahren, was den eigentlichen Beginn des Romans einläutet.
Zur Geisterstunde, nach einer anstrengenden Abendgesellschaft, wo Mumm etliche Nachbarn, darunter auch die bekannte Kinderbuchautorin Felizitas Kefer, kennenlernt, zieht er mit Willikins zum Totenhain. Wer sie dort nicht erwartet, ist der Schmied, dafür aber scheint jemand ein Blutbad angerichtet zu haben. Allerdings ist nirgends eine Leiche zu entdecken und lediglich eine  abgetrennte Goblinklaue, geschmückt von einem hübschen Steinring, deutet auf die Identität des Opfers hin.
Am anderen Morgen steht der Dorfpolizist Volker Aufstrich auf der Matte, um Samuel Mumm wegen Mordes am Schmied Jefferson zu verhaften. Mumm ist nicht wirklich überrascht und lässt sich auf diese Farce ein. Nachdem er Volker beigebracht hat, wie eine ordentliche Verhaftung vor sich geht, die Sauberkeit des Kotters inspiziert hat, der im Dorf als Gefängnis genutzt wird, und dabei Volkers Mutter samt ihren klatschianischen Spezialitäten kennenlernt, lässt er sich von Wachtmeister Aufstrich als Hilfspolizist vereidigen. Als dann auch noch ein dorfbekannter Goblin namens Stinky auf Mumms Schoß Platz nimmt und nach Gerechtigkeit verlangt, nimmt die Geschichte langsam Fahrt auf. Stinky führt die beiden Polizisten zum Galgenberg und dort in die Höhle, wo sein Clan zu Hause ist. Die Rufende Dunkelheit, Mumms dämonisches Mitbringsel vom Koomtal (siehe: Klonk!), sorgt dafür, dass er in dieser Höhle besser sieht als bei Tageslicht und die Sprache der Goblins spricht und versteht wie ein ebensolcher. In der Tiefe des Hügels werden sie dann mit den sterblichen Überresten des nächtlichen Blutbades konfrontiert. Während Volker versucht sein Frühstück bei sich zu behalten, untersucht Mumm die Leiche des jungen Goblinmädchens, das, obwohl es offensichtlich schwanger gewesen ist, regelrecht zerstückelt wurde. Er schwört dem versammelten Clan, den Mörder zu fangen und zur Rechenschaft zu ziehen.
Indes führt ein erzählerischer Seitenstrang nach Ankh-Morpork, wo das Duo Fred Colon und Nobby Nobbs, auf Streife, beschließt einen kleinen Kontrollgang zum Handelshaus von Konfusius Grütze zu unternehmen. Reichlich kostenlose Tabakwaren, darunter eine echt dicke Zigarre für Feldwebel Colon, bestärken den Eindruck, dass Herr Grütze gerade ausgezeichnet im Geschäft ist. Auf der Wache, als Colon das unerwartete Geschenk rauchen will, fängt die Zigarre zu sprechen und zu schluchzen an. Eine sofortige forensische Untersuchung dieser Tabakware scheint unumgänglich. Igor und Feldwebel Kleinpo sezieren das verdächtige Objekt und fördern einen kleinen, glänzenden Gegenstand zu Tage, den Fred Colon sofort ergreift und zu seinem Eigentum erklärt. Grinsi Kleinpo, die bezüglich des Gegenstandes einen Verdacht hegt, bittet Colon, das kleine Schmuckstück noch einmal hinzustellen. Worauf er feststellt, dass er das nicht kann. Wie festgeklebt bleibt das kleine Gefäß, ein spezieller Unggue-Topf der Goblins, wie die Zwergin erklärt, an Fred Colons Hand gebunden. „Feldwebel“, kommentiert Grinsi das Geschehen, „ich glaube, dass du dein Leben auf einen Schlag sehr interessant gemacht hast.“
Von Volker, dem Dorfpolizisten, hat Mumm erfahren, dass vor drei Jahren etwas Hässliches mit den Goblins geschehen ist. Er musste im Haus bleiben, konnte sich aber an das Gejammer und Geschrei deutlich erinnern. Um herauszufinden, was damals passiert ist, besucht Sam Mumm seine Nachbarin Felizitas Kefer, die ihm durch das abendliche Vorlesen für Sam junior (Melvin und die Eiterbeule, Daphne und die Nasenpopler, Piesel, Eine Welt aus Kaka) wohl vertraut ist. In ihrer Freizeit unterrichtet sie Goblin-Kinder und erzählt ihm nun, dass damals ein großer Teil des Goblin-Clans von einheimischen Wildhütern in die Sklaverei gezwungen worden war. Details zu den Tätern oder den Hintermännern und ihren Zielen waren ihr nicht bekannt, nur, dass die Goblins mit dem Flussschiff in Richtung Quirm weggeschafft wurden. Anschließend hört Mumm zum ersten Mal von einem Goblinmädchen gespielte  Harfenmusik. Die Virtuosität von Tränen des Pilzes, der Lieblingsschülerin von Fräulein Kefer, lässt den Musikbanausen Mumm vor Ehrfurcht erstarren. Er weiß genau, das muss Sybil hören! Und schafft sie herbei samt Sam junior und beide sind absolut hingerissen. Nachdem Lady Sybil erfährt, dass das ermordete Goblinmädchen genauso gut, wenn nicht besser Harfe gespielt hat, ermächtigt die Gutsherrin ihren Kommandeur zu ernsthaftem Durchgreifen in dieser Sache.
Ein strenges Verhör des Kneipiers fördert zwei Namen zu Tage. Ein gewisser Straßfurt begleitet von Edi Flatter war in der Mordnacht in der Kneipe gewesen und hatte dort mit einem Unggue-Topf geprahlt. Von Flatter gibt es eine Adresse und Mumm greift ihn sich noch am gleichen Tag inklusive einer großen Menge Schmuggelware. Der Tabak ginge ja noch als Kavaliersdelikt durch, die verschiedenen Trolldrogen allerdings, von Platte bis Schlitt, würden Flatter den Kopf kosten. Also kooperiert er und wird zu Mumms Kronzeugen. Er belastet Straßfurt wegen des Mordes, aber hinter alledem scheint der junge Lord Rust eigentlicher Strippenzieher und verantwortlich für den Schmuggel und die Versklavung der Goblins zu sein. Und dann erfährt er, dass in der vorherigen Nacht erneut eine Sklavenaktion bei den Goblins stattgefunden hat.
Die Gefangenen und Straßfurt fahren derzeit auf dem Flussschiff Dicke Ditte den Quaier hinab. In den Quaier ergießen sich die meisten Gewässer des Oktariner Graslandes. Die Leute nennen den Fluss auch „den trügerischen Alten“. Er mäandert, in gemächlichen Schleifen, bis hinunter nach Quirm und ergießt sich dort ins Meer. Begleitet von Volker und Stinky, dem frisch gebackenen Goblinhilfspolizisten, macht sich Samuel Mumm, zunächst zu Pferd, an die Verfolgung. Als sie das Schiff eingeholt haben, braut sich gerade ein gewaltiges Unwetter zusammen, das losbricht, nachdem die drei den Schiffskonvoi geentert haben. Mitten im Kampfgetümmel kommt es auf dem Fluss hinter ihnen zu einem sogenannten Verdammbruch und der Quaier zeigt sich seines fragwürdigen Spitznamens würdig. Letztlich reitet die Dicke Ditte auf einer gewaltigen Flutwoge den Fluss hinab und klatscht irgendwo auf den Strand. Alle haben überlebt, aber Straßfurt konnte entkommen.
Inzwischen hat sich in Ankh-Morpork die Gesundheit von Feldwebel Colon drastisch verschlechtert. Der Unggue-Topf „Seele-der-Tränen“ verwirrt sein Bewusstsein und er beginnt sich als Goblin zu fühlen und zu verhalten. Wie Hauptmann Karotte und Feldwebel Angua herausfinden, kann nur ein junges, gebärfähiges Goblinmädchen Colon von dem Topf befreien. Nur ist weit und breit keine Goblinhöhle und kein Goblinclan zu finden. Verzweiflung macht sich breit. Der Großhändler Grütze erinnert sich, dass die Zigarre, die er Colon gegeben hat, einer Lieferung aus Wiewunderland entstammt, gewöhnlich nicht als Aufenthaltsort für Goblins bekannt. Der Kleine Irre Arthur, Luftaufklärer der Wache, erklärt sich bereit innerhalb eines Tages dorthin und wieder zurück zu fliegen. Was er dort vorfindet, spottet jeder Beschreibung. Tod, Verzweiflung, Hunger und Elend herrscht unter den versklavten Goblins. Er befreit in einer heroischen Wir-sind-die-Größten!-Aktion die Sklaven und fliegt zurück, um Bericht zu erstatten.
Die Situation um Fred Colon hat sich inzwischen so weit zugespitzt, dass man beschließt den Urlaub des Kommandeurs zu stören. Der Kleine Irre Arthur findet Samuel Mumm in Quirm, wo er gerade das nächste Sklavenschiff abfängt. An Bord ist auch der entführte Schmied Jefferson. Seine Anordnung, nachdem er den Bericht des Kleinen Irren Arthurs gehört hat, lautet, Feldwebel Colon, begleitet von einem großen Teil der Truppe, sofort auf Gut Käsedick zu verlegen.
Nun beginnt das Großreinemachen. Die korrupte Richterschaft des Landkreises wird arretiert, den sadistischen Straßfurt ereilt ein angemessenes Ende und der junge Lord Rust muss nach Viericks in die Verbannung. Am wichtigsten aber ist, dass Lady Sybil und Samuel Mumm es durchsetzen, dass Goblins von allen relevanten Staatsoberhäuptern als menschenähnliche Lebewesen rechtlich anerkannt werden. Es erweist sich, dass Goblins extrem gut mit den Klackern umgehen können, was ihnen eine berufliche Perspektive aufzeigt.
Überraschenderweise entdeckt Mumm während dieses anstrengenden Urlaubs seine Leidenschaft fürs Flussschifffahren und frönt so erstmals in seinem Leben einem Hobby.

## Ausgaben
- Ins Dt. übertr. von Gerald Jung. Manhattan, München 2012, ISBN 978-3-442-54705-0
- Ungekürztes Hörbuch. Gelesen von Jens Wawrczeck. Der Hörverlag, München 2012, ISBN 978-3-86717-884-6